# Kirsti Sparboe
Kirsti Sparboe (ur. 7 grudnia 1946 w Tromsø) – norweska piosenkarka i aktorka. Znana m.in. z licznych występów na konkursie Eurowizji.

## Życiorys
Urodziła się w Tromsø w muzykalnej rodzinie jako najmłodsza z pięciorga rodzeństwa. Wcześnie zainteresowała się śpiewem, szczególnie jazzem.
Po raz pierwszy wystąpiła na konkursie Eurowizji w 1965. Zaśpiewała wtedy piosenkę Karusell, która zajęła 13. miejsce. Rok później znów wystartowała w eliminacjach, jednak nie przeszła dalej, zajmując z piosenką Gi Meg Fri 2. miejsce w norweskich preselekcjach. Jednak nie zrezygnowała w uczestnictwie w konkursie i w 1967 wystartowała z piosenką Dukkemann. Zajęła wtedy 14. miejsce. Wzięła również udział w eliminacjach w 1968, jednak jej piosenka Jag har aldri vært så glad i noen som deg została oskarżona o plagiat utworu Cliffa Richarda Summer Holiday i w następstwie tego zdyskwalifikowana. W 1969 znów wzięła udział w Eurowizji. Przeszła przez norweskie eliminacje, jednak piosenka Oj, oj, oj, så glad jeg skal bli zajęła ostatnie miejsce. W kolejnych latach ukazały się również inne wersje językowe piosenki: niemiecka, szwedzka oraz francuska.
Do jej największych przebojów należą: Nå og for alltid (1965), Karusell (1965), Hjem (1966), Livet er herlig (1967), Oj, oj, oj, så glad jeg skal bli (1969). Nagrała też wiele płyt.
Występowała w wielu programach telewizyjnych jako artystka rewiowa i prezenterka. Brała udział m.in. w popularnym programie Og takk for det razem z Haraldem Heide-Steenem jr. i Rolvem Wesenlundem (1969). W filmie zadebiutowała w Stompa forelsker seg (1965). Występowała też w rewiach, musicalach i kabaretach na deskach Oslo Nye Teater, Trøndelag Teater, Chateau Neuf Teater i in.

## Nagrody i wyróżnienia
- laureatka nagrody muzycznej Spellemannprisen (1972, Dager med deg)[4]
- nominacja do Spellemannprisen (1974, Kirsti Sparboe)
- nominacja do Spellemannprisen (1976, Kirsti og Benny)
- nominacja do Spellemannprisen (1977, Serenade)